# Acebro (Lugo)
Acebro (llamada oficialmente O Acevro) es una aldea española situada en la parroquia de San Esteban de Rececende, del municipio de Puente Nuevo, en la provincia de Lugo, Galicia.

## Geografía
Se sitúa en la carretera CP 48-03, y sobre el valle del rego de Augaxosa y dista 1.2 km de distancia de la capital parroquial; Santo Estevo.

## Demografía
| Gráfica de evolución demográfica de Acebro entre 2000 y 2020 |
|                                                              |
| Datos según el nomenclátor publicado por el INE.             |

## Patrimonio
- Capilla de San Antón de Padua, con planta rectangular y un retablo de estilo barroco.